# Messuya
 (juillet 2014).
 (septembre 2018).
Si vous disposez d'ouvrages ou d'articles de référence ou si vous connaissez des sites web de qualité traitant du thème abordé ici, merci de compléter l'article en donnant les références utiles à sa vérifiabilité et en les liant à la section « Notes et références ».
Ne doit pas être confondu avec Messouya.
Messuya est un nouveau village agricole construit en 1982 à la suite de l’application du projet de la révolution agricole par ordre du Président de la république algérienne Houari Boumédiène.
Ce village est à 20 km d’Azazga et de 40 km d’Akbou (Bejaïa), et situé à 2 km du pont Boubhir, relié à la commune d’Illoula Oumalou, Daïra de Bouzguene, Wilaya de Tizi Ouzou. Sa population est d'environ de 1 000 habitants qui sont venus des différentes wilayas et qui parlent arabe et kabyle.
Mono construction des maisons du village sur un terrain plat entouré par des reliefs montagneux et deux ruisseaux d’Oued Sebaou lui donnent un privilège caractéristique panoramique.
La disponibilité des institutions indispensables telles que l’école primaire, dispensaire, mosquée, brigade, stade, cabinet médical, cafétéria, distribution à domicile des réseaux d’eau, d’électricité et du gaz de ville, stimule la vie active des habitants.